# Lista planetelor minore: 110001–111000
| Nume                                                | Denumire provizorie                                 | Data descoperirii                                   | Locul descoperirii                                  | Descoperitor(i)                                     |                                                     |                                                     |                                                     |                                                     |                                                     |                                                     |                                                     |                                                     |                                                     |                                                     |                                                     |                                                     |                                                     |                                                     |                                                     |                                                     |                                                     |                                                     |                                                     |                                                     |                                                     |                                                     |                                                     |                                                     |                                                     |                                                     |                                                     |                                                     |                                                     |                                                     |                                                     |                                                     |                                                     |                                                     |                                                     |                                                     |                                                     |                                                     |                                                     |                                                     |                                                     |                                                     |                                                     |                                                     |                                                     |
| 110001–110100 Lista planetelor minore/110001–110100 | 110001–110100 Lista planetelor minore/110001–110100 | 110001–110100 Lista planetelor minore/110001–110100 | 110001–110100 Lista planetelor minore/110001–110100 | 110001–110100 Lista planetelor minore/110001–110100 | 110101–110200 Lista planetelor minore/110101–110200 | 110101–110200 Lista planetelor minore/110101–110200 | 110101–110200 Lista planetelor minore/110101–110200 | 110101–110200 Lista planetelor minore/110101–110200 | 110101–110200 Lista planetelor minore/110101–110200 | 110201–110300 Lista planetelor minore/110201–110300 | 110201–110300 Lista planetelor minore/110201–110300 | 110201–110300 Lista planetelor minore/110201–110300 | 110201–110300 Lista planetelor minore/110201–110300 | 110201–110300 Lista planetelor minore/110201–110300 | 110301–110400 Lista planetelor minore/110301–110400 | 110301–110400 Lista planetelor minore/110301–110400 | 110301–110400 Lista planetelor minore/110301–110400 | 110301–110400 Lista planetelor minore/110301–110400 | 110301–110400 Lista planetelor minore/110301–110400 | 110401–110500 Lista planetelor minore/110401–110500 | 110401–110500 Lista planetelor minore/110401–110500 | 110401–110500 Lista planetelor minore/110401–110500 | 110401–110500 Lista planetelor minore/110401–110500 | 110401–110500 Lista planetelor minore/110401–110500 | 110501–110600 Lista planetelor minore/110501–110600 | 110501–110600 Lista planetelor minore/110501–110600 | 110501–110600 Lista planetelor minore/110501–110600 | 110501–110600 Lista planetelor minore/110501–110600 | 110501–110600 Lista planetelor minore/110501–110600 | 110601–110700 Lista planetelor minore/110601–110700 | 110601–110700 Lista planetelor minore/110601–110700 | 110601–110700 Lista planetelor minore/110601–110700 | 110601–110700 Lista planetelor minore/110601–110700 | 110601–110700 Lista planetelor minore/110601–110700 | 110701–110800 Lista planetelor minore/110701–110800 | 110701–110800 Lista planetelor minore/110701–110800 | 110701–110800 Lista planetelor minore/110701–110800 | 110701–110800 Lista planetelor minore/110701–110800 | 110701–110800 Lista planetelor minore/110701–110800 | 110801–110900 Lista planetelor minore/110801–110900 | 110801–110900 Lista planetelor minore/110801–110900 | 110801–110900 Lista planetelor minore/110801–110900 | 110801–110900 Lista planetelor minore/110801–110900 | 110801–110900 Lista planetelor minore/110801–110900 | 110901–111000 Lista planetelor minore/110901–111000 | 110901–111000 Lista planetelor minore/110901–111000 | 110901–111000 Lista planetelor minore/110901–111000 | 110901–111000 Lista planetelor minore/110901–111000 | 110901–111000 Lista planetelor minore/110901–111000 |
| --------------------------------------------------- | --------------------------------------------------- | --------------------------------------------------- | --------------------------------------------------- | --------------------------------------------------- | --------------------------------------------------- | --------------------------------------------------- | --------------------------------------------------- | --------------------------------------------------- | --------------------------------------------------- | --------------------------------------------------- | --------------------------------------------------- | --------------------------------------------------- | --------------------------------------------------- | --------------------------------------------------- | --------------------------------------------------- | --------------------------------------------------- | --------------------------------------------------- | --------------------------------------------------- | --------------------------------------------------- | --------------------------------------------------- | --------------------------------------------------- | --------------------------------------------------- | --------------------------------------------------- | --------------------------------------------------- | --------------------------------------------------- | --------------------------------------------------- | --------------------------------------------------- | --------------------------------------------------- | --------------------------------------------------- | --------------------------------------------------- | --------------------------------------------------- | --------------------------------------------------- | --------------------------------------------------- | --------------------------------------------------- | --------------------------------------------------- | --------------------------------------------------- | --------------------------------------------------- | --------------------------------------------------- | --------------------------------------------------- | --------------------------------------------------- | --------------------------------------------------- | --------------------------------------------------- | --------------------------------------------------- | --------------------------------------------------- | --------------------------------------------------- | --------------------------------------------------- | --------------------------------------------------- | --------------------------------------------------- | --------------------------------------------------- |

| Predecesor: 109001–110000 | Lista planetelor minore 110001–111000 Semnificații ale numelor: 110001–111000 | Succesor: 111001–112000 |